# Ribeira do Neiva
Ribeira do Neiva (oficialmente: União das Freguesias da Ribeira do Neiva) é uma freguesia portuguesa do município de Vila Verde, com 33,76 km² de área e 3360 habitantes (censo de 2021). A sua densidade populacional é 99,5 hab./km².
É nesta união de freguesias que se encontra a nascente do Rio Neiva, na Serra de Oural.

## História
Foi constituída em 2013, no âmbito de uma reforma administrativa nacional, pela agregação das antigas freguesias de Duas Igrejas, Rio Mau, Goães, Godinhaços, Pedregais, Azões e Portela das Cabras.

## Demografia
A população registada nos censos foi:
| Distribuição da População por Grupos Etários | Distribuição da População por Grupos Etários | Distribuição da População por Grupos Etários | Distribuição da População por Grupos Etários | Distribuição da População por Grupos Etários | Distribuição da População por Grupos Etários |
| -------------------------------------------- | -------------------------------------------- | -------------------------------------------- | -------------------------------------------- | -------------------------------------------- | -------------------------------------------- |
| Antes da agregação                           |                                              |                                              |                                              |                                              |                                              |
| Ano                                          | 0-14 anos                                    | 15-24 anos                                   | 25-64 anos                                   | >= 65 anos                                   | Total                                        |
| 2001                                         | 766                                          | 659                                          | 1873                                         | 868                                          | 4166                                         |
| 2011                                         | 564                                          | 460                                          | 1818                                         | 965                                          | 3807                                         |
| Após a agregação                             |                                              |                                              |                                              |                                              |                                              |
| Ano                                          | 0-14 anos                                    | 15-24 anos                                   | 25-64 anos                                   | >= 65 anos                                   | Total                                        |
| 2021                                         | 386                                          | 401                                          | 1663                                         | 910                                          | 3360                                         |